# 12月のエイプリル・フール
「12月のエイプリル・フール」（じゅうにがつのエイプリル・フール）は、1985年11月20日に発売されたEPOの9枚目のシングル。発売元はDear heart / MIDI。佐藤博の編曲による切ないアダルト・オリエンテッド・バラードに仕上がった名曲で、EPOの代表曲の一つである。1999年12月1日には、原曲とは全く異なるアレンジを施し再度シングル化された。

## 背景
A面曲「12月のエイプリル・フール」は、EPOが曲作りを始めた頃に経験したボーイフレンドとの別れや、特別な日である筈のクリスマスに友達や恋人にも会えず、忙しく仕事をしなければならないという辛い想いを基にして書かれた曲で、今作が発売された頃はポップスなんかもう嫌だ、私らしい音楽を作りたい、とプレッシャーとストレスが続く日々の連続だったという。しかし、後年EPOは、毎年冬の始めにこの曲がテレビやラジオから流れて来るのを耳にし、ライブ等にやって来た人達から曲を楽しみに待っていると寄せられる声を聞くと、「自分がもがき苦しみながらも20代に作った曲が、発売から25年近く経った今でも、多くの人達に愛され続けている事を、私は今、嬉しく思っています。」のように振り返っている。
B面曲「じょうずな不良のしかた」は、アルバム『HARMONY』からのシングルカット。

## 収録曲
| 全作詞・作曲: EPO。 |                              |           |            |          |      |
| #                   | タイトル                     | 作詞      | 作曲・編曲 | 編曲     | 時間 |
| 1.                  | 「12月のエイプリル・フール」 | EPO       | EPO        | 佐藤博   | 4:23 |
| 2.                  | 「じょうずな不良のしかた」   | EPO       | EPO        | 清水信之 | 4:52 |
| 合計時間:           | 合計時間:                    | 合計時間: | 9:15       |          |      |

## リリース日一覧
| 地域 | リリース日     | レーベル          | 規格               | 規格品番 | 備考 |
| ---- | -------------- | ----------------- | ------------------ | -------- | ---- |
| 日本 | 1985年11月20日 | Dear heart / MIDI | 7"シングルレコード | MIS-9    |      |

## リメイク版シングル

### 概要
1985年11月20日に発売された同名のシングルのリメイク作品となるマキシシングル。通算34枚目のシングルとして、1999年12月1日に発売された。発売元はKitty Records。
イーグルスのカバーであるM-2「Desperado」は、TBS系『ブロードキャスター』エンディング・テーマとして使用された。

### 収録曲
| #         | タイトル                     | 作詞・作曲                   | 編曲       | 時間  |
| --------- | ---------------------------- | ---------------------------- | ---------- | ----- |
| 1.        | 「12月のエイプリル・フール」 | EPO                          | 桜井鉄太郎 | 4:26  |
| 2.        | 「Desperado」                | Don Henley, Glenn Lewis Frey | 桜井鉄太郎 | 3:46  |
| 3.        | 「Wedding Card」             | EPO                          | 門倉聡     | 5:26  |
| 合計時間: | 合計時間:                    | 合計時間:                    | 合計時間:  | 13:38 |

## リリース日一覧
| 地域 | リリース日    | レーベル      | 規格           | 規格品番  | 備考 |
| ---- | ------------- | ------------- | -------------- | --------- | ---- |
| 日本 | 1999年12月1日 | Kitty Records | マキシシングル | KTCR-1665 |      |

## 収録アルバム

### 12月のエイプリル・フール
- 『PUMP! PUMP!』（1986年）
- 『The very best of EPO』（1986年）
- 『THE BALLADS』（1989年）
- 『SINGLE TRACKS』（1991年）
- 『EPO Works』（1992年）セルフカバー
- 『THE BEST 1980-1990』（1992年）
- 『KAWI 〜唄の谷〜』（1994年）セルフカバー
- 『epocha 1980-1986』（1999年）
- 『TRAVESSIA EPO'S BEST 1980-1999』（1999年）
- 『ゴールデン☆ベスト EPO』（2005年）
- 『ゴールデン☆ベスト EPO (EMI YEARS)』（2011年）セルフカバー
- 『GOLDEN☆BEST The Best 80's Director's Edition』（2011年）

### じょうずな不良のしかた
- 『HARMONY』（1985年）

## カバー
| 曲名                     | アーティスト    | 収録作品                                                                                  | 備考                   | 発売日                       |
| ------------------------ | --------------- | ----------------------------------------------------------------------------------------- | ---------------------- | ---------------------------- |
| 12月のエイプリル・フール | 伊豆田洋之      | アルバム『Winter Gift Pops』(Various Artists) 『Winter Gift Pops＋5ボーナス・トラックス』 | EPOがコーラスで参加    | 1997年11月21日 2006年1月25日 |
| 12月のエイプリル・フール | teddybear music | アルバム『Christmas memories j-pop cover』                                                | インストゥルメンタル   | 2021年11月22日               |
| 12月のエイプリル・フール | たなかりか      | アルバム『Japanese Songbook "Winter" with Jazz standards』                                | ジャズ・アレンジで収録 | 2022年11月16日               |

## 参考資料
- オリコン『SINGLE CHART-BOOK COMPLETE EDITION 1968-2005』オリコン・マーケティング・プロモーション、2006年4月。ISBN 9784871310765。
- 『THE BALLADS』（ライナーノーツ）EPO、ミディ、1993年3月。MDCL-1058。 - 初盤は1989年12月
- 細川周平; 片山杜秀『日本の作曲家――近現代音楽人名事典』日外アソシエーツ、2008年6月。ISBN 978-4816921193。
- 長井英治:監修『日本の女性シンガー・ソングライター』シンコーミュージック・エンタテイメント〈ディスク・コレクション〉、2013年4月。ISBN 978-4401638048。
- 木村ユタカ:監修『ジャパニーズ・シティ・ポップ』（増補改訂版）シンコーミュージック・エンタテイメント〈ディスク・コレクション〉、2020年2月。ISBN 978-4401648771。